# Arythmie (film)
Pour les articles homonymes, voir Arythmie (homonymie).
Pour plus de détails, voir Fiche technique et Distribution.
Arythmie (Аритмия, Aritmiya) est un film russe réalisé par Boris Khlebnikov, sorti en 2017.
Il est présenté au festival Kinotavr 2017 où il remporte le Grand Prix et où Alexandre Yatsenko reçoit le prix du meilleur acteur.

## Synopsis
Katia et Oleg sont un couple d'urgentistes en Russie. Oleg est brillant, mais son métier l'absorbe. Confronté chaque jour à des cas difficiles, l'alcool l'aide à décompresser. Katia ne se retrouve plus dans cette relation. 
À l'hôpital, un nouveau directeur applique des réformes au service de la rentabilité. En réaction, Oleg s'affranchit de toute limite et l'équilibre du couple vacille plus encore. 

## Fiche technique
- Titre original : Аритмия, Aritmiya
- Titre français : Arythmie
- Réalisation : Boris Khlebnikov
- Scénario : Boris Khlebnikov et Natalia Mechtchaninova
- Photographie : Alicher Khamidkhodjaïev
- Pays d'origine : Russie
- Format : Couleurs - 35 mm
- Genre : drame
- Durée : 116 minutes
- Dates de sortie :
  -  Russie : 13 juin 2017 (Kinotavr), 28 septembre 2017 (sortie nationale)
  -  France : 1er août 2018

## Distribution
- Alexandre Yatsenko : Oleg, médecin urgentiste
- Irina Gorbatcheva : Katia, la femme d'Oleg
- Nikolaï Schreiber : l'aide médical
- Sergueï Nassedkine : le chauffeur-ambulancier
- Maxime Lagachkine : le directeur de l'unité de service d'urgence
- Anna Kotova : l'infirmière
- Valentina Mazounina : la jeune fille souffrant d'un infarctus

## Production

### Genèse et développement
Le réalisateur déclare que « l'histoire s’est dessinée au fur et à mesure de l'écriture du scénario. Le film devait être une comédie, mais il a
fini par prendre une tournure dramatique. ».

### Attribution des rôles
C’est la cinquième fois que le réalisateur travaille avec Alexandre Yatsenko et la première fois avec Irina Gorbacheva.

### Tournage
Le tournage a lieu dans la ville de Iaroslavl.

### Musique
Un extrait musical est inclus dans le film :
- Наше лето (Notre été) de Valentin Strykalo.

## Sortie

### Accueil critique
En France, le site Allociné recense une moyenne des critiques presse de 3,5/5, et des critiques spectateurs à 3,6/5.
Pour Thomas Sotinel du Monde, « Arythmie est un gros épisode de la série Urgences, avec plus de vodka et moins d'armes à feu. Ce seul aperçu médicalisé de la vie quotidienne urbaine en Russie suffirait à distinguer le film de Boris Khlebnikov. Le réalisateur ne se contente heureusement pas d'enchaîner les saynètes comiques, désespérantes ou sanglantes. [...] Le réalisateur, qui a écrit le scénario avec Natalia Mechtchaninova, entrelace ce récit d'un épisode de l'apprentissage du libéralisme avec celui du délitement d'un jeune couple incapable de se souvenir de ce qui les a réunis, il n’y a pourtant pas très longtemps. A chaque fois que le film menace de verser dans la noirceur, le réalisateur injecte quelques centimètres cubes d'absurde ou de burlesque. ».
Pour Pierre Murat de Télérama, « le réalisateur oscille joliment entre disputes et réconciliations conjugales et dénonciation de l'absurdité administrative. Tout ça va vite, vise juste, jusqu’au dénouement, qui ne résout rien, mais rappelle que le public russe apprécie, comme beaucoup, les fins presque heureuses. Avec des héros humanistes qui essaient, en dépit des obstacles, de transformer le monde. ».
Pour Marcos Uzal de Libération, « au début des années 2000, Khlebnikov faisait partie d'un groupe de cinéastes appelés «les Nouveaux Calmes», prônant modération et sérénité face à un cinéma russe jugé trop mystique, violent ou exalté. La principale qualité de ce film, comme de ses personnages et acteurs, est justement de savoir maintenir un certain calme malgré la dureté du propos, de ne pas trop extérioriser sa douleur ou surjouer sa colère. Ainsi, même si son scénario et sa mise en scène laissent un peu à désirer, Arythmie se révèle finalement attachant. Et il semble nous donner des nouvelles honnêtes de la Russie (où le film a rencontré un assez beau succès), ce qui est précieux. ».

## Distinctions

### Récompenses
- Kinotavr 2017 : Grand Prix et prix du meilleur acteur pour Alexandre Yatsenko.
- Festival international du film de Karlovy Vary 2017 : prix du meilleur acteur pour Alexandre Yatsenko[7].
- Festival On The Edge de Sakhaline 2017 : Grand Prix, prix du public, prix du meilleur acteur pour Alexandre Yatsenko[8].
- Festival international du film de Chicago 2017 : Hugo d'argent du meilleur acteur pour Alexandre Yatsenko[9].
- Arras Film Festival 2017 : Prix de la critique[10].
- Asia Pacific Screen Awards 2017 : Grand Prix du Jury pour Alexandre Yatsenko[11].
- Festival du cinéma russe à Honfleur 2017 : Prix du meilleur film et prix du public[12].
- Festival de cinéma européen des Arcs 2017 : Prix de la Presse[13].
- 16e cérémonie des Aigles d'or : meilleure actrice pour Irina Gorbatcheva[14].
- 31e cérémonie des Nika : Nika du meilleur film, du meilleur réalisateur, du meilleur acteur, de la meilleure actrice et du meilleur scénario[15].

### Sélection
- Festival international du film de Toronto : en section Contemporary World Cinema.